# БРДМ-2ЛД
БРДМ-2ЛД — один из вариантов модернизации советской БРДМ-2, разработанный на рубеже 1990-х-2000-х на Украине.

## История
Разработка бронемашины была начата по программе ОКР «Бульб» в 1999 году специалистами Харьковского конструкторского бюро по машиностроению имени А.А. Морозова, работы по модернизации БРДМ-2 до уровня БРДМ-2ЛД производил ГП «Николаевский ремонтно-механический завод».
В ходе полигонных испытаний было установлено, что установка дизельного двигателя позволила повысить проходимость бронемашины в тяжёлых дорожных условиях и увеличить запас хода по шоссе на 25% (с 750 до 1000 км) за счёт значительного снижения расхода топлива.
Выпуск БРДМ-2ЛД был прекращён в связи с банкротством завода «Серп и молот» (изготовителя двигателей серии СМД).

## На вооружении
- Украина: БРДМ-2ЛД поступили в вооружённые силы Украины, 10 шт. использовались украинским контингентом в Косово[4]